# Guglielmo Giraldi
Guglielmo Giraldi (* in Ferrara) ist ein italienischer Miniaturist aus Ferrara, einer der bedeutendsten der italienischen Renaissance. Berühmt für den Codex Urbinate Latino 365, den er im Auftrag des Herzogs von Urbino Federico da Montefeltro geschaffen hat, der einige Episoden von Dantes Inferno und Fegefeuer darstellt.

## Leben

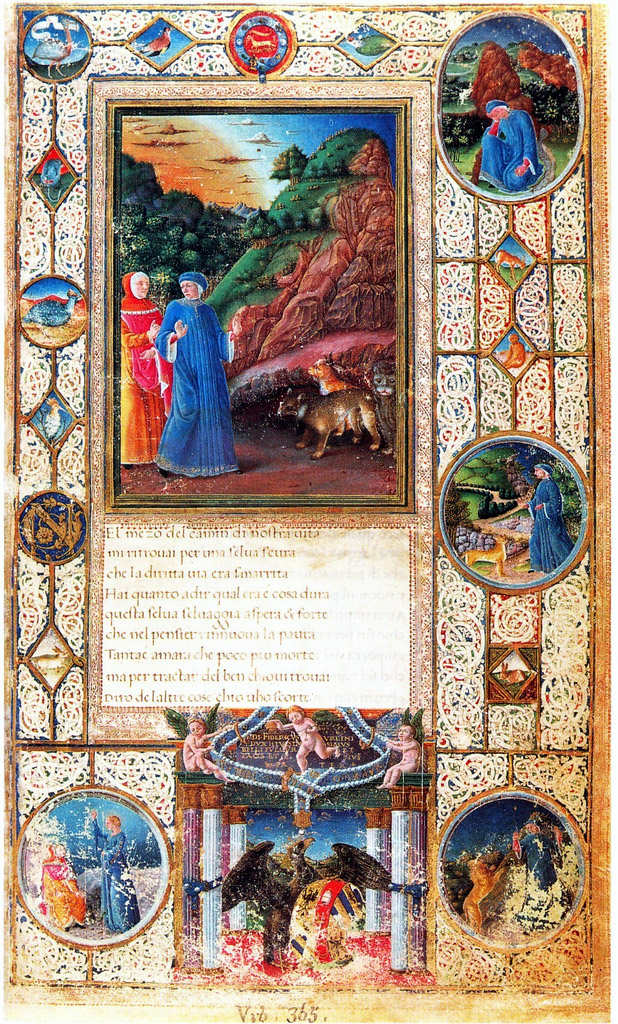
Inferno, 1. Gesang, Göttliche Komödie des Federico da Montefeltro von Giraldi, jetzt in der Vatikanischen Apostolischen Bibliothek mit der Signatur UrbLat365

### Zwischen Ferrara und Mantua
Guglielmo Giraldi (oder Ziraldi) wurde als Sohn des Schneiders Giovanni de’ Ziraldi genannt il Magro geboren. Das Geburtsdatum und das Sterbedatum sind nicht bekannt. Basierend auf einer ersten künstlerischen Arbeit von 1448 schlug der italienische Bibliothekar und Historiker Luigi Michelini Tocci (1910–2000) ein damaliges Alter von etwa 25 Jahren vor. Die biographische und künstlerische Tätigkeit von Giraldi, die 1441 begann und 1496 endete, deutet auf ein langes Leben. Also ist er etwa 1423 geboren worden und frühestens 1496 gestorben.
Nachdem er zusammen mit seinem Freund und Kollegen Cosmè Tura die Tonsur (gemeint ist vermutlich die Diakonweihe) in der Kathedrale von Ferrara am 12. November 1441 erhalten hatte, wurde Giraldi von Lionello d’Este, Marchese von Ferrara, wegen seines künstlerischen Talents auf ihn aufmerksam. Giraldi arbeitete auch nach dem Tod von Lionello (1450) am Este-Hof und wurde vom Bruder des verstorbenen Marchese Borso d’Este eingestellt. Während Giraldi zwischen 1457 und 1459 am Aeneis und anderen Szenen am Vergil-Corpus arbeitet, trug der venezianische Patrizier Leonardo Sanuto, damals in Ferrara ansässig, zur künstlerischen Ornamentik der berühmten Bibel des Borso d’Este bei. Darüber hinaus wissen wir, dass Giraldi auch in Mantua gearbeitet hat, wie aus einem Brief von 1469 an Barbara von Brandenburg, der Ehefrau des Ludovico Gonzaga, hervorgeht.

### Im Dienst des Federico da Montefeltro
Der Dienst in der Bibliothek des Federico da Montefeltro, des Herzogs von Urbino, begann dank der Fürsprache des Volterraner Kalligrafen Matteo Contugi um 1478, der die Dantesche Terzine kopierte. Am Hof von Urbino, an dem Giraldi bis 1480 blieb und mit Aufenthalten in Ferrara abwechselte, erhielt er die Wertschätzung des Herzogs Federigo, für den Giraldi auch ein Evangeliar machte und den von Sanudo begonnenen Vergil fortsetzte. Giraldi veröffentlicht (unterstützt von seinem Neffen Alessandro Leon) nach zweijähriger Arbeit die Hölle und einige Szenen aus Dantes Fegefeuer, was zu der Handschrift Urbinate Latino 365 wird, die derzeit in der Vatikanischen Apostolischen Bibliothek aufbewahrt wird. Das Werk zeichnet sich durch seine farbige Darstellung und die Lebendigkeit aus, die aus den von Giraldi entworfenen Szenen hervorgehen und das Ergebnis der erneuerten künstlerischen Vorstellungen der Renaissance sind.
Übersetzung nach Giordana Canova Mariani: Das Dante Urbinate

„Die Darstellung besteht aus einer Reihe von großen Abbildungen, die jeweils am Anfang jedes Buches stehen, in denen Giraldi die Situationen und Charaktere der verschiedenen Kreise von Dante mit erzählerischem Elan, mit hoher Phantasie und Effektivität der Phantasien, mit seltener dramatischer Intensität und mit einer gewaltigen Qualität von Farbe und Licht, fahl oder verschwommen, hervorruft, die eine außergewöhnliche emotionale Wirkung hervorrufen kann.“

### Die letzten Jahre
Zurück in Ferrara arbeitete Giraldi weiter für den neuen Herzog Ercole I. und setzte seine Tätigkeit als Miniaturist fort. Im Jahr 1486 erhielt er endgültig das Weihesakrament (gemeint ist vermutlich die Priesterweihe). Er war im Jahr 1494 der Erzpriester von San Giovanni di Sassocorvaro. In seinem Testament von 1478 verfügte er, im Kloster San Cristoforo in Ferrara begraben zu werden, einem Ort, der ihm besonders am Herzen lag.